# 魏混
魏混，字延广，任城樊县人。曹魏、西晋官员魏舒的儿子。
魏混清惠有才行，担任太子舍人。二十七岁时，早于魏舒去世，朝野都为魏舒悲叹痛惜。魏舒每每悲痛，之后叹息：“我不如庄周太多了，岂能用无益的悲痛损害自己！”于是丧期完毕不再哭。皇帝下诏：“魏舒只有一子，薄命短寿。魏舒告老之年，遭受穷独之苦，每当想起，为他哀悼。思考散愁养气之法，可再增滋味品物。于是赐给阳燧四望、繐窗户、皂轮车牛一乘，希望出入观望，也许足以解忧。”以庶孙魏融嗣爵。魏融又早亡，从孙魏晃嗣爵。